# Coleophora caryaefoliella
Coleophora caryaefoliella é uma espécie de mariposa do gênero Coleophora pertencente à família Coleophoridae.<